# Manuel Nicolau de Almeida

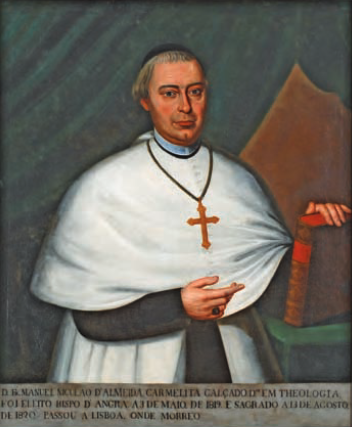
D. Frei Manuel Nicolau de Almeida, Museu de Angra do Heroísmo.

Manuel Nicolau de Almeida O.C.D.  (Vila Franca de Xira, 25 de dezembro de 1761 – Lisboa, 11 de outubro de 1825) foi o 26.º bispo da Diocese de Angra, tendo-a governado entre 1820 e 1825.

## Biografia
D. Frei Manuel Nicolau de Almeida foi filho de Francisco Caetano de Almeida e de sua mulher Caetana Inácia da Conceição. Depois de estudos preparatórios na sua vila natal, a 22 de Novembro de 1779 fez solene profissão na Ordem dos Carmelitas Descalços, ingressando no seu convento de Coimbra, iniciando estudos de Teologia, tendo-se formado pela Universidade de Coimbra em 1790.
Permaneceu em Coimbra, sendo aí feito reitor do colégio da sua ordem, no qual foi também professor de Artes, Retórica, Poética, História e Filosofia. Transferido para o convento da sua ordem na cidade do Funchal, ali lecionou Teologia durante alguns anos. Era considerado um orador afamado, sendo convidado para pregador em festividades solenes. Deixou alguns sermões impressos, incluindo um pronunciado em  1809 nas celebrações de ação de graças pela Restauração de Portugal.
Foi apresentado para bispo da Diocese de Angra a 3 de maio de 1819, tendo obtido confirmação papal a 29 de Maio do ano seguinte. A 3 de Agosto daquele mesmo ano de 1820 foi sagrado bispo, mandando de imediato tomar posse da sua diocese por procuração feita ao arcediago Félix José Ferreira.
Foi solenemente recebido em Angra em novembro de 1820, poucos meses decorridos da Revolução do Porto e num período em que a sociedade angrense já se encontrava profundamente dividida e quando já fervilhavam, muito por influência dos deportados da Amazona, os primeiros movimentos que levariam à implantação na ilha do regime liberal e aos diversos golpes e contragolpes que se seguiriam.
Liberal convicto, o novo bispo cedo se envolveu na intensa atividade política que então se verificava na ilha Terceira, estabelecendo uma relação complexa de apoios pontuais e de contrapoder com o controverso 8.º capitão-general dos Açores, o tenente-general Francisco de Borja Garção Stockler.
Apesar de liberal, parece não ter participado diretamente na revolta constitucional de Angra de 2 de abril de 1821 e de não ter tido papel ativo nos acontecimentos que dias depois levaram à morte de Francisco António de Araújo e Azevedo, o anterior capitão-general. Durante estes eventos, embora tenha enviado uma carta em que se escusava da comparência na sessão da Câmara de Angra em que se proclamou a Junta Provisória do Supremo Governo das Ilhas dos Açores, como membro nato da Junta subscreveu a expulsão do capitão-general Stockler.
Ainda assim, aceitou partilhar com Stockler as funções de adido à Junta Governativa que se formou após ter sido jurada a Constituição Portuguesa de 1822, o que lhe valeu ser chamado com Stockler a Lisboa, por ordem de D. João VI, aparentemente suspeito de não adesão ao regime constitucional. Esteve então preso em Camarate sem que se conheçam com certeza as acusações que sobre ele impenderam.
Esta incerteza deriva das posições aparentemente paradoxais assumidas pelo bispo, pois apesar de ter aceitado ser adido ao governo apoiado por Stockler, na sua prática e nos seus sermões revelou uma clara adesão ao ideário liberal. Outra explicação para a sua prisão poderá ser o escândalo que geraram os seus sermões, em especial um pronunciado na Sé de Angra sobre a novidade das eleições, e as suas cartas, inicialmente anónimas mas que rapidamente lhe foram atribuídas, em que defende posições contra a prática das indulgências que o aproximam mais do protestantismo do que da ortodoxia da Igreja Católica Romana. Nestas suas cartas sobre indulgências, que assumindo a autoria depois editou sob o título de Tratado das Indulgências, expendia doutrina tão pouco ortodoxa que o Papa Pio VII, atacado no seu poder temporal, lhe escreveu de seu próprio punho aconselhando-o à moderação.
No ambiente revolucionário que então se vivia, os seus escritos eram avidamente lidos, embora Francisco Ferreira Drummond afirme que foram pouco cautelosos e de algumas parcialidades. Aliás, os escritos de D. frei Manuel Nicolau de Almeida e o folheto de Inocêncio António de Miranda, o abade de Medrões, foram, naquele tempo, os embriões de transformações sociais que, como ele próprio escreveu, eram os que mais adiantavam a respeito de futuras reformas civis e eclesiásticas.
Quando o bispo foi chamado a Lisboa, ficou como governador do bispado o deão José de Bettencourt Vasconcelos e Lemos, que nessa qualidade assumiria o governo interino da Capitania Geral.
D. frei Manuel Nicolau de Almeida foi posto em liberdade por sentença de 10 de junho de 1823, sendo então apresentado para bispo da Diocese de Bragança. Esta apresentação foi acompanhada da propositura para a diocese de Angra de frei José Maria de Santana e Noronha. Como seria de esperar face ao teor dos seus escritos, não obteve letras confirmativas de Roma, pelo que voltou em 1824 para os Açores, enquanto o proposto bispo de Angra era confirmado como 28.º bispo de Bragança-Miranda.
Estas cartas de um amigo a outro sobre indulgências, tiveram imediata oposição aos mais diversos níveis. Entre os críticos conta-se D. frei Francisco Alexandre Lobo, bispo de Viseu, que achava o seu conteúdo deveria ser tudo bem limado e reformado para não se tornar reparável às pessoas graves nem às de outra condição.
A última ação que se lhe conhece na diocese foi a interdição a 21 de fevereiro de 1825 da ermida de São Lázaro, nos Portões de São Bento da cidade de Angra, por falta de decência religiosa.
Faleceu quando estava de visita a Lisboa e foi sepultado no Convento de Nossa Senhora do Carmo daquela cidade.